# Era geològica
Una era geològica és una subdivisió del temps geològic, que divideix els eons. L'eó Fanerozoic està subdividit en tres eres: el Paleozoic, el Mesozoic i el Cenozoic, que representen les principals etapes en el registre fòssil macroscòpic. Aquestes eres estan separades per extincions en massa; l'extinció permiana al límit Paleozoic-Mesozoic i l'extinció K-Pg entre el Mesozoic i el Cenozoic. Hi ha proves que impactes meteòrics catastròfics tingueren un paper important a l'hora de marcar diferències entre eres.
Antigament, els eons Hadeà, Arqueà i Proterozoic estaven agrupats en l'era Precambriana. Aquesta era cobria els quatre mil milions d'anys d'història de la Terra anteriors a l'aparició d'animals de closca dura. Recentment, aquests eons han estat subdividits en eres.
| Era                                  | Període                                                        |
| ------------------------------------ | -------------------------------------------------------------- |
| Cenozoic                             | fa 66 milions d'anys - actualitat                              |
| Mesozoic                             | fa 252 milions d'anys – fa 66 milions d'anys                   |
| Paleozoic                            | fa 542 milions d'anys – fa 252 milions d'anys                  |
| Neoproterozoic                       | fa 1.000 milions d'anys – fa 542 milions d'anys                |
| Mesoproterozoic                      | fa 1.600 milions d'anys – fa 1.000 milions d'anys              |
| Paleoproterozoic                     | fa 2.500 milions d'anys – fa 1.600 milions d'anys              |
| Neoarqueà                            | fa 2.800 milions d'anys – fa 2.500 milions d'anys              |
| Mesoarqueà                           | fa 3.200 milions d'anys – fa 2.800 milions d'anys              |
| Paleoarqueà                          | fa 3.600 milions d'anys – fa 3.200 milions d'anys              |
| Eoarqueà                             | fa 3.800 milions d'anys (no oficial) – fa 3.600 milions d'anys |
| Hadeà oficialment no dividit en eres | Des de la formació de la Terra - fa 3.800 milions d'anys       |